# NGC 2471
NGC 2471 is een dubbelster in het sterrenbeeld Lynx. Het hemelobject werd op 20 februari 1851 ontdekt door de Ierse astronoom William Parsons.